# Сьюзен Зонтаґ
Сьюзен Зо́нтаґ (в іншому написанні Сонтаґ, англ. Susan Sontag; справжнє прізвище — Розенблат; 16 січня 1933, Нью-Йорк — 28 грудня 2004, Нью-Йорк, США) — американська письменниця, літературна, художня, театральна і кінокритик, лавреатка національних і міжнародних премій.
Бісексуалка.

## Роботи

### Белетристика
- 1963 — «Благодійник» / The Benefactor
- 1967 — «Набір для вбивства» / Death Kit
- 1977 — «Я, тощо» / I, etcetera (збірка оповідань)
- 1991 — «Як ми зараз живемо» / The Way We Live Now (оповідання)
- 1992 — «Любитель вулкану» / The Volcano Lover
- 1999 — «В Америці» / In America — отримує престижну нагороду National Book Award for Fiction[en] у США в 2000 році.

### Наукова література

#### Збірки есе
- 1966 — «Проти інтерпретації» / Against Interpretation
- 1969 — «Стилі радикального волевиявлення» / Styles of Radical Will
- 1980 — «Під знаком Сатурна» / Under the Sign of Saturn
- 2001 — «Куди падає наголос» / Where the Stress Falls
- 2003 — «Дивлячись на чужі страждання» / Regarding The Pain of Others

Крім того, наукові есе Сьюзен Зонтаґ було опубліковано у таких виданнях як «The New Yorker», «The New York Review of Books», «The Times Literary Supplement», «The Nation», «Granta», «Partisan Review» та «London Review of Books».

#### Монографії
- 1977 — «Про фотографію» / On Photography
- 1978 — «Хвороба як метафора» / Illness As Metaphor
- 1988 — «СНІД та його метафори» / AIDS and Its Metaphors
- 2003 — «Дивлячись на чужі страждання» / Regarding the Pain of Others

### Фільми
(сценарій та режисура)
- 1969 — «Дует для каннібалів» / Duett för kannibaler
- 1971 — «Брат Карл» / Broder Carl
- 1974 — «Обіцяні землі» / Promised Lands
- 1983 — «Листи з Венеції (Неконтрольований Тур)» / Unguided Tour AKA Letter from Venice

## Праці, перекладені українською
- Сьюзен Зонтаґ. Про фотографію. — К. : Основи, 2002. — ISBN 966-500-575-8.
- Сьюзен Зонтаґ. Проти інтерпретації та інші есе. — Л. : Кальварія, 2006. — ISBN 966-663-206-3.

- Сьюзен Зонтаґ. Хвороба як метафора. СНІД та його метафори. — К. : Видавництво Жупанського, 2012. — ISBN 978-966-2355-28-4.

- Сьюзен Зонтаґ. Спостереження за болем інших. — К: ist publishing, 2023.— ISBN 978-617-7948-45-1